# Cephalallus ryukyuensis
Cephalallus ryukyuensis là một loài bọ cánh cứng trong họ Cerambycidae.